# Episodi di Detective Conan (diciottesima stagione)
Questa è una lista degli episodi della diciottesima stagione della serie anime Detective Conan.

## Lista episodi
| Nº Ja | Nº It | Titolo italiano Giapponese 「Kanji」 - Rōmaji - Traduzione letterale | In onda           | In onda          |
| Nº Ja | Nº It | Titolo italiano Giapponese 「Kanji」 - Rōmaji - Traduzione letterale | Giapponese        | Italiano         |
| 528   | 579   | Le ali di Icaro - prima parte - 「柔よく謎を制す（前編）」 - Yawa yoku nazo o seisu (zenpen) – "Meglio semplice che misterioso (prima parte)" | 9 marzo 2009      | 8 maggio 2012    |
| 528   | 579   | Nell'ufficio di Eri, Ran e Conan conoscono Yuuko Arisawa, una famosa judoka. Suo marito si è rivolto ad Eri per risolvere un caso di stalking di cui è vittima. L'uomo telefona a Yuuko dicendo di essere ad una veglia funebre e l'appuntamento viene rimandato. La conversazione viene sentita anche dagli altri tre perché Yuuko attiva inavvertitamente il vivavoce. Dopo cena, Yuuko porta i tre ospiti a casa sua e cerca di telefonare al marito. Il telefono suona nella stanza accanto e Conan rinviene il cadavere dell'uomo che è morto strangolato con una cravatta. |                   |                  |
| 529   | 580   | Le ali di Icaro - seconda parte - 「柔よく謎を制す（後編）」 - Yawa yoku nazo o seisu (kōhen) – "Meglio semplice che misterioso (seconda parte)" | 16 marzo 2009     | 9 maggio 2012    |
| 529   | 580   | Ran decide di telefonare a Kogoro per chiedergli aiuto riguardo al caso, ma l'uomo finge di essere impegnato. Grazie a questa chiamata, però, Conan ed Eri intuiscono che l'uomo ucciso ha utilizzato una registrazione per fingere di avere partecipato alla cerimonia. |                   |                  |
| 530   | 581   | La leggenda metropolitana - prima parte - 「都市伝説の正体（前編）」 - Toshi densetsu no shōtai (zenpen) – "La verità dietro la leggenda metropolitana (prima parte)" | 18 aprile 2009    | 10 maggio 2012   |
| 530   | 581   | La polizia è sulle tracce di un malvivente soprannominato "Hammerman" perché aggredisce le sue vittime con un martello. Un testimone ha visto l'aggressore entrare in un palazzo. Takagi e Sato vengono incaricati di sorvegliare l'abitazione del presunto colpevole mentre Chiba riesce a fermare le ultime tre persone che sono uscite dall'appartamento: un corriere, una pony express e il fattorino di una pizzeria. Tutti e tre raccontano di non avere visto il proprietario dell'abitazione, ma di avere ricevuto istruzioni tramite dei messaggi scritti. Sato, però, si accorge che il palazzo non è più sotto sorveglianza e, quindi, fa irruzione nell'appartamento. In una delle stanze viene ritrovato un uomo ferito e privo di sensi. Sato pensa che sia "Hammerman" e che uno dei tre sospettati lo abbia aggredito per vendetta. Purtroppo, però, Chiba ha lasciato andar via le tre persone. |                   |                  |
| 531   | 582   | La leggenda metropolitana - seconda parte - 「都市伝説の正体（後編）」 - Toshi densetsu no shōtai (kōhen) – "La verità dietro la leggenda metropolitana (seconda parte)" | 25 aprile 2009    | 11 maggio 2012   |
| 531   | 582   | Conan e la polizia cercano degli indizi nell'abitazione di "Hammerman". Ciò che insospettisce Conan è l'assenza di alcuni elementi che caratterizzerebbero l'abitazione se fosse veramente abitata da un uomo. Dopo avere ritrovato un paio di scarpe da motociclista, Conan decide di addormentare Sonoko e di rivelare alla polizia la vera identità di "Hammerman". Matsumoto ricorda quando da giovane stava pedinando un sospettato e questi, dopo avere estratto un'arma, lo aveva sfregiato lasciandogli una grossa cicatrice sul volto. |                   |                  |
| 532   | 583   | La cicatrice del primo amore 「初恋の傷跡」 - Hatsukoi no kizuato – "La cicatrice del primo amore" | 2 maggio 2009     | 12 maggio 2012   |
| 532   | 583   | Una donna molto ricca e non vedente chiede a Kogoro di aiutarla a trovare un suo coetaneo che le aveva salvato la vita quando era bambina per donargli un consistente premio in denaro. Lei, in un'intervista, ha dichiarato che il ragazzo in quell'occasione si era procurato una ferita molto estesa e quindi dovrebbe avere ancora una cicatrice sul busto. Due persone si presentano alla villa sostenendo di essere quel ragazzo: uno ha una cicatrice sulla schiena e l'altro ne ha una sul torace. Conan nota che la polizia sorveglia di nascosto la villa e Matsumoto rivela di essere sulle tracce del serial killer che, in passato, lo aveva ferito provocandogli una profonda cicatrice sul volto. Anche questo killer ha una cicatrice sul busto e ama fischiettare una canzone che era molto famosa 20 anni prima. La polizia pensa che questi possa essersi presentato nella villa attirato dal premio in denaro. Kogoro scopre che anche il maggiordomo della donna ha una cicatrice. |                   |                  |
| 533   | 584   | La cicatrice che ricorda il passato 「過去を呼ぶ傷跡」 - Kako o yobu kizuato – "La cicatrice che ricorda il passato" | 9 maggio 2009     | 13 maggio 2012   |
| 533   | 584   | Durante la cena, Conan addormenta Kogoro e, con uno stratagemma, riesce a smascherare i due uomini che si sono presentati alla villa con il solo scopo di impossessarsi del denaro. In realtà, il ragazzo dei ricordi della donna è il suo maggiordomo. Poco dopo, interviene la polizia e porta in caserma l'uomo con la cicatrice sulla schiena perché le sue caratteristiche lo fanno somigliare al serial killer. L'uomo dimostra di non essere colpevole, ma racconta di avere conosciuto una persona con la sua stessa cicatrice e che fischiettava sempre la stessa canzone, Let It Be dei Beatles. Hiramune, un famoso psicologo criminale, decide di sfidare pubblicamente il serial killer tre giorni prima che l'ultimo dei tre delitti cada in prescrizione. |                   |                  |
| 534   | 585   | L'uomo che fischietta 「新たな傷跡と口笛の男」 - Arata na kizuato to kuchibue no otoko – "La nuova cicatrice e l'uomo del fischiettio" | 16 maggio 2009    | 14 maggio 2012   |
| 534   | 585   | Conan e i Giovani Detective si recano a casa di Ayumi. Lì vicino abita anche Hiramune. Ai e Ayumi rivelano di avere visto un uomo simile al serial killer dirigersi verso l'abitazione di Hiramune. Conan si reca subito a controllare e trova il cadavere di Hiramune. Sulla schiena di Hiramune è stata incisa la lettera "Z" mentre le tre vittime precedenti erano state marchiate con una "E", una "W" e una "S". Takagi e i Giovani Detective si recano dai familiari delle vittime per cercare qualche indizio e scoprono che tutti e quattro gli uomini giocavano assieme a mahjong. |                   |                  |
| 535   | 586   | Uno schema frequente 「古き傷跡と刑事の魂」 - Furuki kizuato to keiji no tamashii – "La vecchia cicatrice e l'anima dell'agente di polizia" | 23 maggio 2009    | 15 maggio 2012   |
| 535   | 586   | Conan deduce che Hiramune, prima di morire, ha lasciato un messaggio che indica che colui che l'ha ucciso è un copycat. Inoltre, Conan scopre che il vero serial killer del passato era proprio Hiramune. Takagi si reca, invece, a casa dell'imitatore, che gli spara un colpo al petto. Takagi, salvato da una tessera del mahjong che aveva nel taschino della camicia, viene portato in ospedale e qui riceve un bacio da Sato. |                   |                  |
| 536   | 587   | Il mistero del dipinto scomparso 「消えた名画の秘密」 - Kieta meiga no himitsu – "Il segreto del capolavoro scomparso" | 30 maggio 2009    | 16 maggio 2012   |
| 536   | 587   | I Giovani Detective notano una villa che sta per essere demolita. L'abitazione apparteneva a un pittore, che aveva avvisato il suo gallerista e una sua anziana zia che in quel luogo avrebbe lasciato la sua ultima opera. I bambini decidono di aiutare le tre persone nella ricerca, ma l'opera d'arte sembra scomparsa. |                   |                  |
| 537   | 588   | Nuova sfida per Ladro Kid - prima parte - 「怪盗キッドVS最強金庫（前編）」 - Kaitō Kiddo tai saikyō kinko (zenpen) – "Kaito Kid contro la cassaforte più resistente (prima parte)" | 13 giugno 2009    | 17 maggio 2012   |
| 537   | 588   | Jirokichi riceve un messaggio di sfida da parte di Kid: il ladro vuole aprire l'antica cassaforte, protetta da numerosi trabocchetti, che è presente nell'abitazione dell'uomo. Sul posto si recano Conan, Kogoro e, ovviamente, Nakamori. Lì lavorano anche tre nuovi componenti del personale: una giovane e maldestra cameriera, un assistente incompetente e una guardia del corpo molto meticolosa. Conan osserva i comportamenti di tali persone per cercare di capire se Kid è già entrato in azione. |                   |                  |
| 538   | 589   | Nuova sfida per Ladro Kid - seconda parte - 「怪盗キッドVS最強金庫（後編）」 - Kaitō Kiddo tai saikyō kinko (kōhen) – "Kaito Kid contro la cassaforte più resistente (seconda parte)" | 20 giugno 2009    | 18 maggio 2012   |
| 538   | 589   | Sonoko crede che Jirokichi si stia comportando in modo strano rispetto al solito e tutti iniziano a sospettare che Kid abbia preso le sue sembianze per poter eludere la sorveglianza della polizia. Jirokichi si allontana dalla casa e Nakamori lo insegue. Conan, però, ha capito che Kid è ancora all'interno della casa. |                   |                  |
| 539   | 590   | L'eredità 「愚か者への遺産」 - Oroka mono e no isan – "L'eredità ad una persona sciocca" | 4 luglio 2009     | 19 maggio 2012   |
| 539   | 590   | Kogoro, Ran e Conan si recano a Kamakura per visitare un tempio. I tre sentono uno sparo provenire da una casa e vedono un rapinatore correre verso di loro. Kogoro e Ran, però, non riescono a fermarlo. In una delle stanze, Conan trova un cadavere, ma il sangue sui suoi vestiti è già secco e, quindi, non può essere stato ucciso in quell'occasione. Due dei tre figli dell'uomo sono sospettati dell'omicidio perché hanno un movente e sono stati visti nei pressi dell'abitazione del padre. |                   |                  |
| 540   | 591   | Il destino dell'agenzia investigativa - prima parte - 「毛利小五郎探偵廃業の日（前編）」 - Mōri Kogorō tantei haigyō no hi (zenpen) – "Il giorno in cui Kogoro Mori abbandonò la sua attività di detective (prima parte)" | 11 luglio 2009    | 20 maggio 2012   |
| 540   | 591   | Kogoro viene ingaggiato da un uomo anziano per trovare un testimone che lo scagioni da un'accusa di omicidio. Dopo una settimana, Kogoro non è riuscito ad ottenere alcuna informazione. L'uomo che aveva commissionato questa ricerca viene trovato morto impiccato e i sospetti di Kogoro ricadono sul nipote. Kogoro incontra un suo vecchio amico che, cinque anni prima, aveva indagato sul caso di omicidio di cui era accusato l'anziano. L'amico aiuta, quindi, Kogoro nelle indagini. Anche suo nipote viene trovato morto e Kogoro è convinto che si sia suicidato in seguito alle sue accuse. Kogoro decide, quindi, di chiudere l'agenzia investigativa. |                   |                  |
| 541   | 592   | Il destino dell'agenzia investigativa - seconda parte - 「毛利小五郎探偵廃業の日（後編）」 - Mōri Kogorō tantei haigyō no hi (kōhen) – "Il giorno in cui Kogoro Mori abbandonò la sua attività di detective (seconda parte)" | 18 luglio 2009    | 21 maggio 2012   |
| 541   | 592   | Kogoro è molto depresso e sia Eri che Ran cercano di risollevargli il morale. Fortunatamente, Kogoro ascolta la conversazione di due persone che parlano dei due casi di suicidio e, grazie alle loro parole, capisce di non avere mai conosciuto colui che gli ha commissionato le indagini. L'assassino, infatti, si era travestito da persona anziana per confondere gli orari dei delitti e procurarsi un alibi. |                   |                  |
| 542   | 593   | Il faraglione dell'unicorno - prima parte - 「魚が消える一角岩（前編）」 - Sakana ga kieru Ikkaku iwa (zenpen) – "Lo scoglio Ikkaku e la sparizione dei pesci (prima parte)" | 25 luglio 2009    | 2 marzo 2014     |
| 542   | 593   | Conan e i Giovani Detective si recano a pescare. Ai è piuttosto turbata dalla presenza di Subaru, che è venuto a prenderli al posto di Agasa, perché in sua presenza percepisce le stesse sensazioni di quando si trova vicino ai membri dell'organizzazione. Durante il viaggio di ritorno, i ragazzi decidono di fermarsi nei pressi del "faraglione dell'unicorno" per scattare una foto ricordo. Qui, Conan rinviene il cadavere di una donna e i nomi di quattro pesci (maccarello, carpa, dentice, sogliola) scritti da quest'ultima sulla roccia poco prima di morire. Dopo l'arrivo dei soccorsi, giungono sul posto anche i tre amici della vittima. Conan è convinto che fra loro si trovi l'assassino. |                   |                  |
| 543   | 594   | Il faraglione dell'unicorno - seconda parte - 「魚が消える一角岩（後編）」 - Sakana ga kieru Ikkaku iwa (kōhen) – "Lo scoglio Ikkaku e la sparizione dei pesci (seconda parte)" | 1º agosto 2009    | 27 maggio 2013   |
| 543   | 594   | Sia Conan che Subaru riescono a svelare il codice lasciato dalla ragazza e a inchiodare il colpevole. Questi, però, prende in ostaggio Ayumi e cerca di scappare. Subaru interviene e distrae l'assassino per poi disarmarlo. In seguito si vede Okiya bere bourbon in casa mentre Ai lo spia dalla finestra e pensa "Lui è...". |                   |                  |
| 544   | 595   | Accordi dissonanti 「不協和音を奏でる手」 - Fukyōwaon o kanaderu te – "La mano che suona in dissonanza" | 8 agosto 2009     | 28 maggio 2013   |
| 544   | 595   | Kogoro, Ran e Conan cenano in un grande magazzino dove si sta esibendo un gruppo musicale. Il leader del gruppo riconosce Kogoro e, al termine del concerto, si presenta al suo tavolo. Egli vuole donare un CD a Ran ed entra, quindi, nella sala dove vengono depositati gli strumenti. Qui, rinviene il cadavere di uno dei componenti del gruppo. La band viene interrogata dalla polizia e si scopre che la vittima voleva unirsi a un altro gruppo. |                   |                  |
| 545   | 596   | La strega nella nebbia - prima parte - 「霧にむせぶ魔女（前編）」 - Kiri ni musebu majo (zenpen) – "La strega soffocata nella nebbia (prima parte)" | 5 settembre 2009  | 29 maggio 2013   |
| 545   | 596   | Durante un viaggio in auto, Conan, Ran e Kogoro vengono fermati da un posto di blocco della polizia. Yamamura, appena promosso al grado di ispettore, spiega loro di essere sulle tracce della "Strega d'argento", una donna che guida un'auto bianca (una Mazda RX-7 FD) ad alta velocità sfidando gli automobilisti di passaggio in gare pericolose. Kogoro decide di indagare su questo mistero e riesce ad affrontarla (su Mitsubishi Lancer Evo X rossa), ma, prima di riuscire a raggiungerla, l'auto della donna scompare nella nebbia. Al posto di blocco, Yamamura riesce a fermare tre auto identiche a quelle della "strega", ognuna delle quali ha a bordo due persone. |                   |                  |
| 546   | 597   | La strega nella nebbia - seconda parte - 「霧にむせぶ魔女（後編）」 - Kiri ni musebu majo (kōhen) – "La strega soffocata nella nebbia (seconda parte)" | 12 settembre 2009 | 30 maggio 2013   |
| 546   | 597   | Le sei persone sospettate vengono interrogate, ma, dalle loro parole, non emerge alcuna prova. Conan scopre che i colpevoli hanno creato un miraggio per far sembrare che l'auto galleggi sulla nebbia. Questa si ripresenta, ma Kogoro e Yamamura riescono a bloccare i colpevoli. |                   |                  |
| 547   | 598   | Chi ha eliminato il re dei giochi? - prima parte - 「犯人との二日間（一日目）」 - Hannin to no ni futsukakan (ichinichime) – "Due giorni con un criminale (primo giorno)" | 19 settembre 2009 | 31 maggio 2013   |
| 547   | 598   | Il presidente di una società di videogiochi viene assassinato per errore. Successivamente, l'omicida rapisce una bambina in un centro commerciale. Conan riesce a liberare l'ostaggio, ma viene catturato dal malvivente e portato in un nascondiglio. Conan non è del tutto convinto che il suo rapitore sia una persona malvagia e contatta Agasa affinché aiuti l'uomo a sfuggire sia dalla polizia, sia dalla persona che sta tentando di eliminarlo. |                   |                  |
| 548   | 599   | Chi ha eliminato il re dei giochi? - seconda parte - 「犯人との二日間（二日目）」 - Hannin to no ni futsukakan (futsukame) – "Due giorni con un criminale (secondo giorno)" | 26 settembre 2009 | 3 giugno 2013    |
| 548   | 599   | L'uomo rivela a Conan di avere acquistato una pistola a salve su internet e di avere sparato con quell'arma. Conan sospetta, quindi, che qualcuno abbia sparato alle spalle dell'uomo con un'arma vera. |                   |                  |
| 549   | 600   | Il mistero del sushi sul rullo - prima parte - 「回転寿司ミステリー（前編）」 - Kaiten sushi mistery (misuterī) (zenpen) – "Il mistero del sushi ruotante (prima parte)" | 3 ottobre 2009    | 4 giugno 2013    |
| 549   | 600   | Agasa porta i Giovani Detective in un sushi bar e, mentre si trovano lì, un critico gastronomico viene avvelenato con del cianuro. All'arrivo della polizia, Conan indica come possibili autori dell'omicidio le tre persone che hanno avuto degli screzi con l'uomo durante il suo pranzo. La polizia perquisisce i clienti e analizza il sushi, ma non viene trovata la fonte del veleno. |                   |                  |
| 550   | 601   | Il mistero del sushi sul rullo - seconda parte - 「回転寿司ミステリー（後編）」 - Kaiten sushi mistery (misuterī) (kōhen) – "Il mistero del sushi ruotante (seconda parte)" | 10 ottobre 2009   | 5 giugno 2013    |
| 550   | 601   | Conan ricorda che la vittima era mancina e inizia a sospettare che il veleno si trovi nella salvietta usa e getta che i clienti utilizzano per pulirsi. |                   |                  |
| 551   | 602   | Il colpevole è il padre di Genta? - prima parte - 「犯人は元太の父ちゃん（前編）」 - Hannin wa Genta no tōchan (zenpen) – "Il colpevole è il papà di Genta (prima parte)" | 17 ottobre 2009   | 6 giugno 2013    |
| 551   | 602   | In una competizione per le persone che si chiamano "Kojima", lo stesso cognome di Genta, partecipa suo padre. Le eliminatorie consistono in una prova di resistenza fisica, una prova di canto e una di scrittura. L'uomo risulta essere uno dei tre finalisti. Purtroppo, il concorso viene sospeso perché viene rinvenuto il cadavere del presidente della società che ha organizzato la gara. Sembra che sia stata spinto giù per le scale durante un litigio. I sospettati sono i tre finalisti del concorso. |                   |                  |
| 552   | 603   | Il colpevole è il padre di Genta? - seconda parte - 「犯人は元太の父ちゃん（後編）」 - Hannin wa Genta no tōchan (kōhen) – "Il colpevole è il papà di Genta (seconda parte)" | 24 ottobre 2009   | 7 giugno 2013    |
| 552   | 603   | La polizia scopre che i tre finalisti non sono le persone che hanno ottenuto i migliori risultati nei test, ma sono stati scelti dal presidente. Inoltre, Conan riesce a scoprire che uno dei premi del concorso è un dipinto che fa parte di un trittico. Le altre due tele, però, sono state rubate da un ladro che aveva affermato di chiamarsi "Kojima". Conan inventa una trappola per obbligare l'assassino a confessare il delitto. |                   |                  |
| 553   | 604   | Colpevole o innocente? 「ザ・取調室」 - The (za) torishirabeshitsu – "La stanza degli interrogatori" | 31 ottobre 2009   | 10 giugno 2013   |
| 553   | 604   | Due uomini vengono rilasciati in libertà vigilata. Il giorno dopo, uno di loro viene accusato dell'omicidio di un ufficiale. Kogoro cerca di persuaderlo, ma l'uomo non ha intenzione di parlare. Nel frattempo, Conan e Takagi indagano sulla scena del crimine. |                   |                  |
| 554   | 605   | Il mistero della scultura scomparsa - prima parte - 「こうのとりミステリーツアー（蘭捜索編）」 - Kōnotori mystery tour (misuterī tsuā) (Ran sōsaku hen) – "Il viaggio misterioso della cicogna (parte della ricerca di Ran)" | 7 novembre 2009   | 11 giugno 2013   |
| 554   | 605   | Conan si è ferito a una caviglia e, così, Kogoro, Ran e i Giovani Detective lo accompagnano a un centro termale per curarsi. Qui, Ran si scontra per caso con Haruna che, spaventata, scappa via. Ran la insegue. Nel frattempo, Heiji e Kazuha incontrano Conan e gli altri e rivelano di essere alla ricerca proprio di Haruna. Genta e Mitsuhiko affermano di averle incontrate poco prima e mostrano una foto in cui, oltre alle due ragazze, si nota anche un uomo che le sta seguendo. |                   |                  |
| 555   | 606   | Il mistero della scultura scomparsa - seconda parte - 「こうのとりミステリーツアー（陽菜追跡編）」 - Kōnotori mystery tour (misuterī tsuā) (Haruna tsuiseki hen) – "Il viaggio misterioso della cicogna (parte dell'inseguimento di Haruna)" | 14 novembre 2009  | 12 giugno 2013   |
| 555   | 606   | Ran e Haruna vengono messe fuori combattimento dall'uomo. Heiji riesce a trovare Haruna, ma di Ran non c'è traccia. Haruna scappa dall'ospedale dove è stata ricoverata perché l'uomo mascherato, prima di stordirla, le ha chiesto di condurlo nel posto dove si trova la statua che lei ha sottratto dal museo del padre. Conan, pur non potendosi muovere, dirige le operazioni e indica ad Heiji, Kogoro e i Giovani Detective dove è nascosta Ran e dove può essersi recata Haruna. |                   |                  |
| 556   | 607   | L'incrocio della paura 「恐怖の交差点」 - Kyōfu no kōsaten – "L'incrocio della paura" | 21 novembre 2009  | 13 giugno 2013   |
| 556   | 607   | Kogoro, Ran e Conan sono testimoni di un incidente tra una macchina verde e una rossa. L'uomo della macchina rossa muore a causa dell'incendio provocato dalla collisione. L'uomo della macchina verde, durante l'interrogatorio, afferma di non aver visto arrivare l'altra vettura. Conan sospetta che si tratti di un omicidio pianificato. |                   |                  |
| 557   | 608   | Una coppia pericolosa 「危険な二人連れ」 - Kiken na futari tsure – "Due compagni pericolosi" | 28 novembre 2009  | 14 giugno 2013   |
| 557   | 608   | Agasa perde il portafoglio e resta in panne con l'auto. L'uomo telefona a Conan per chiedere aiuto e lui consiglia di chiamare Okiya. Ai si oppone perché non si fida di Subaru ed è convinta che sia una spia dell'organizzazione. Ai due non resta altro che chiedere un passaggio, ma le persone che li soccorrono sono particolarmente sospette: affermano di essere diretti all'agenzia di Kogoro e sui sedili della loro auto vi sono tracce di sangue e fori di proiettile. Agasa e Ai fingono di dormire e ascoltano la conversazione fra i due. Approfittando di una sosta, Ai chiama Conan per avvertirlo e, successivamente, cerca di nascondersi con Agasa nei bagni della stazione di servizio. Conan li raggiunge in tempo per rivelare la vera identità dei due guidatori: sono Yamato e Uehara della prefettura di Nagano. |                   |                  |
| 558   | 609   | Il muro dipinto di rosso - prima parte: i tre visitatori - 「死亡の館、赤い壁（三顧の礼）」 - Shibō no yakata, akai kabe (sanko no rei) – "La casa della morte, il muro rosso (il grato invito)" | 5 dicembre 2009   | 15 giugno 2013   |
| 558   | 609   | Yamato e Uehara chiedono aiuto a Kogoro per risolvere un caso. I due conducono Kogoro, Ran e Conan in una villa nella quale, in passato, risiedevano sei artisti (un pittore, un attore, una scrittrice, uno stilista, un esperto di computer grafica e un musicista). Tre anni prima, la scrittrice era morta per un attacco cardiaco nel magazzino della villa. In quell'occasione, il nome dell'abitazione era stato cambiato in "casa del mistero". In una delle stanze, l'ispettore Takaaki Morofushi, amico e rivale di Yamato, ha rinvenuto il cadavere del pittore. Prima di morire di stenti, l'uomo è riuscito a dipingere di rosso una parete e a disporre una sedia nera opposta a una bianca. Conan scopre che Yamato e Morofushi erano stati compagni di classe della scrittrice e che il pittore ucciso era suo marito. |                   |                  |
| 559   | 610   | Il muro dipinto di rosso - seconda parte: una brutta sorpresa - 「死亡の館、赤い壁 （掌中の物）」 - Shibō no yakata, akai kabe (shōchū no mono) – "La casa della morte, il muro rosso (l'oggetto sulla mano)" | 12 dicembre 2009  | 16 giugno 2013   |
| 559   | 610   | Le impronte della vittima non sono presenti né sulla maniglia della porta, né sulla bomboletta di vernice, quindi, l'assassino è dovuto tornare sul luogo del delitto. Yamato chiede a Morofushi di interrogare i quattro sospettati portando con sé Conan e Ran. Uno di essi, si comporta in maniera particolarmente sospetta e, così, credendo sia coinvolto nel delitto, Yamato e gli altri decidono di andare ad arrestarlo. Al loro arrivo, però, scoprono che il musicista è stato ucciso e che l'assassino ha dipinto di rosso la parete di fronte. Yamato rivela a Conan, Ran e Kogoro che Morofushi è nella rosa dei sospettati. |                   |                  |
| 560   | 611   | Il muro dipinto di rosso - terza parte: l'addio di Komei - 「死亡の館、赤い壁 （死せる孔明）」 - Shibō no yakata, akai kabe (shiseru Kōmei) – "La casa della morte, il muro rosso (Komei a morte)" | 19 dicembre 2009  | 17 giugno 2013   |
| 560   | 611   | Morofushi indaga sulla scena del crimine e sembra avere capito chi possa essere l'autore dei delitti. Ma, prima di riuscire a inviare la soluzione a Yamato, viene colpito alla testa. La "casa del mistero" viene data alle fiamme. Fortunatamente, Morofushi viene salvato in tempo da Uehara e viene portato in ospedale. Conan e Yamato scoprono che il messaggio della vittima è legato al fenomeno delle immagini residue. |                   |                  |
| 561   | 612   | Il muro dipinto di rosso - quarta parte: la strategia del forte vuoto - 「死亡の館、赤い壁 （空城の計）」 - Shibō no yakata, akai kabe (sorajō no kei) – "La casa della morte, il muro rosso (la strategia del forte vuoto)" | 26 dicembre 2009  | 18 giugno 2013   |
| 561   | 612   | Non avendo prove sufficienti per arrestare il colpevole, Morofushi, Yamato e Conan decidono di ricorrere alla "strategia del forte vuoto" per attirarlo allo scoperto. |                   |                  |
| 562   | 613   | La borsa color arcobaleno 「虹色（レインボウカラー）の誘拐」 - Rainbow colour (reinbou karā) no yūkai – "Un rapimento color arcobaleno" | 16 gennaio 2010   | 19 giugno 2013   |
| 562   | 613   | Il presidente di una società che produce borse viene rapito poco prima di ricevere una visita da parte di Kogoro. I rapitori chiedono come riscatto del denaro che la sua vicepresidentessa dovrà consegnare in una delle borse prodotte dalla società. Kogoro si offre di seguirla mentre esegue questa delicata operazione. La consegna avviene come previsto, ma l'ostaggio non viene liberato. Il cadavere del presidente viene ritrovato il giorno seguente. Conan ritiene che il rapimento sia stato solo una copertura per eliminare l'uomo. |                   |                  |
| 563   | 614   | La rapina in banca - prima parte - 「探偵団VS強盗団（騒然）」 - Tanteidan tai gōtōdan (sōzen) – "La Squadra dei Giovani Detective contro una squadra di ladri (rumore)" | 23 gennaio 2010   | 2 settembre 2013 |
| 563   | 614   | Black, Andre e Jodie si recano in un negozio di liquori e a Jodie salta all'occhio il bourbon. Camel rammenta che quel liquore piaceva molto ad Akai e questo ricorda a Jodie la dolorosa sparizione del compagno. Jodie decide di allontanarsi dai suoi colleghi e, in strada, si imbatte in un uomo molto somigliante a Akai. Jodie decide di seguirlo fino a una banca dove si trovano anche Conan e i Giovani Detective. Genta si sente poco bene e, così, Ai e Agasa si recano in farmacia per comprargli delle medicine mentre i ragazzi lo accompagnano in bagno. Nel frattempo, alcuni malviventi assaltano la banca. Jodie viene fatta sedere assieme agli altri ostaggi e nota che accanto a lei c'è l'uomo identico ad Akai. Jodie cerca di rivolgergli la parola, ma senza ottenere risposta: questo la porta a pensare che abbia perso la memoria e la voce a causa dello shock. Poco dopo, Jodie finge di stare male per farsi portare in bagno e aggredire uno dei rapinatori. Qui, Jodie incontra i ragazzi, ma si fa catturare per evitare che gli altri malviventi scoprano la loro presenza. |                   |                  |
| 564   | 615   | La rapina in banca - seconda parte - 「探偵団VS強盗団（沈黙）」 - Tanteidan tai gōtōdan (chinmoku) – "La Squadra dei Giovani Detective contro una squadra di ladri (silenzio)" | 30 gennaio 2010   | 3 settembre 2013 |
| 564   | 615   | I Giovani Detective riescono a neutralizzare uno dei rapinatori. Mentre decidono come attirare un altro malvivente, Conan capisce qual è il vero piano dei ladri: mischiarsi fra gli ostaggi approfittando del fatto che, legati e bendati, questi non possano capire cosa stia capitando attorno a loro. Inoltre, i ladri hanno posizionato degli ordigni per far esplodere la cassaforte e celare, così, il trasferimento di denaro avvenuto per via telematica. I ragazzi riescono a spostare l'esplosivo nel vano dell'ascensore, ma l'uomo colpito da Jodie riappare e prende in ostaggio Conan. L'uomo somigliante ad Akai lo ferisce alla spalla con un colpo di pistola dimostrando di essere riuscito a liberarsi. A questo punto, la polizia interviene, libera gli ostaggi e cattura i malviventi. L'uomo che somiglia ad Akai scompare misteriosamente. |                   |                  |
| 565   | 616   | La squadra di freccette 「見てない目撃者」 - Mitenai mokugekisha – "Un testimone che non ha visto" | 6 febbraio 2010   | 4 settembre 2013 |
| 565   | 616   | Kogoro si reca dal barbiere, ma quest'ultimo viene colpito al cuore con una freccetta e muore. Kogoro non ha visto l'omicidio perché si trovava con il volto coperto da un panno. Conan, venuto a conoscenza dell'accaduto, indaga e riesce a risolvere il caso. |                   |                  |